# Richard Jewinski
Richard Jewinski (* 5. April 1887 in Bremerhaven-Lehe; † 28. Mai 1984) war ein deutscher Konteradmiral (W) der Kriegsmarine.

## Leben
Richard Jewinski trat am 1. Oktober 1905 in die Kaiserliche Marine ein. Später war er bis September 1914 auf der Prinz Waldemar, ging dann bis Mai 1917 auf die Odin. Hier wurde er am 29. April 1916 zum Torpeder-Oberleutnant des Minenwesens befördert. Anschließend war er bis Kriegsende als Revieroffizier am Minendepot Friedrichsort.
Nach dem Krieg wurde er in die Reichswehr übernommen. 1930 war er als Marine-Oberingenieur beim Marinesperrdepot Wilhelmshaven.
Ende 1936 war er als Korvettenkapitän (W) (Beförderung am 1. Oktober 1936) Referent in der Sperrwaffeninspektion (Kiel). Von November 1936 bis April 1942 war er Gruppenleiter in der Sperrwaffeninspektion. Anschließend war er bis Kriegsende Kommandeur des Sperrwaffenarsenals Swinemünde.
Am 1. Februar 1943 wurde er gemeinsam mit Friedrich Matthes, dieser für die Artilleriewaffen, für die Sperrwaffen als Waffenoffizier (W) zum Konteradmiral (W) befördert.
Nach Kriegsende kam er in Kriegsgefangenschaft, aus welcher er am 22. Februar 1947 entlassen wurde.